# Попово (Городецький район)
Попово (рос. Попово) — присілок в Городецькому районі Нижньогородської області Російської Федерації.
Населення становить 3 особи. Входить до складу муніципального утворення Бриляковська сільрада.

## Історія
Від 2009 року входить до складу муніципального утворення Бриляковська сільрада.

## Населення
| 2002 | 2010 |
| ---- | ---- |
| 6    | ↘3   |